# (5301) Novobranets
(5301) Novobranets est un astéroïde de la ceinture principale.

## Description
(5301) Novobranets est un astéroïde de la ceinture principale. Il fut découvert le 20 septembre 1974 à Naoutchnyï par Lioudmila Jouravliova. Il présente une orbite caractérisée par un demi-grand axe de 3,36 UA, une excentricité de 0,10 et une inclinaison de 10,0° par rapport à l'écliptique.

## Compléments